# Borovice pinie
Borovice pinie (Pinus pinea), zvaná též pouze pinie, je jehličnatý strom typický svým deštníkovitým habitem a tvarem šišek s masivními apofýzami. Může dorůst výšky až 30 metrů. Je charakteristickým stromem Středomoří. Vyžaduje prohřáté, suché a kypré půdy.

## Vzhled
Borovice pinie je jehličnatý neopadavý strom, který je v době své dospělosti asi 25–30 m vysoký. Typický je svou korunou, která je deštníkovitého tvaru (v obryse je široce eliptická, někdy až polokulovitá). Kmen bývá mnohdy pokřivený, často se rozděluje těsně nad zemí v mohutné větve.
Mladé stromy mají borku šedou nebo světle šedou. Starší exempláře ji mají silně brázditou, rozdělující se do plošek, resp. plošky připomínají šupiny ryb. Mladé větévky jsou šedozelené, na koncích s pupeny, které mají na koncích světlehnědé šupiny s nepravidelně rozštěpenými okraji.
Jehlice jsou tmavohnědé až šedozelené s velice tenkými podélnými proužky, špičaté a mnohdy hodně volné, zhruba 10–20 cm dlouhé a přibližně 2 mm široké. V brachyblastech jsou po dvou, někdy i po třech jehlicích.
Válcovité samčí šištice jsou dlouhé kolem 1 cm. Rostou ve velkých počtech.
V době své zralosti jsou samičí šištice leskle světle hnědé až hnědočervené, asi 8-14×10 cm velké, vejcovité až oválné. Semínka jsou jedlá, ale dozrávají až za tři roky po opylení (na podzim až v zimě).

## Výskyt
Kolem Středozemního moře je typickým jehličnanem a vytváří zde porosty. Ty původně byly pouze nedaleko Mediteránu, u jeho západního pobřeží. V současnosti se ale tato borovice hojně vysazuje v téměř celé oblasti Středozemního moře.

## Nároky
Pinie potřebují k růstu prohřáté, suché a kypré půdy. Ve střední Evropě nejsou schopny přežít ani mírnou zimu, protože nesnesou mráz.

## Využití

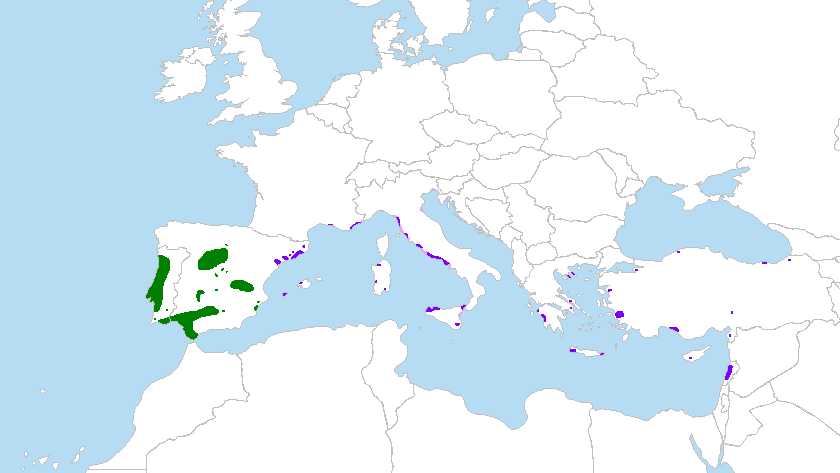
Mapa rozšíření borovice pinie

Háje a stromořadí pinie ve Středomoří jsou velmi krásné a malebné, dotvářejí krajinu. Pinie však mají kromě estetického i svůj praktický význam, protože jsou velmi odolné vůči silnému větru a ve volné krajině působí jako větrolamy.
Semena borovice pinie jsou jedlá a prodávají se pod označením „piniové oříšky“ (případně „pinocchi“, piňolky). Před konzumací je nutné je zbavit tvrdého osemení, dají se pražit a solit. Jsou považovány za delikatesu, využívají se k přípravě různých pokrmů převážně italské kuchyně. Některé směsi s příměsí nejedlých semínek pocházejících z jiných druhů borovic (zejména borovice Armandovy) mohou na několik dnů i týdnů ovlivnit vnímání chuti – veškeré chutě jsou vnímané jako nepříjemně hořké.
Dřevo pinie je hojně využíváno především jako stavební materiál (okna, dveře, schody, kuchyňský nábytek), protože je velmi pevné, tvrdé a přitom obsahuje oproti jiným druhům borovic minimum pryskyřice.

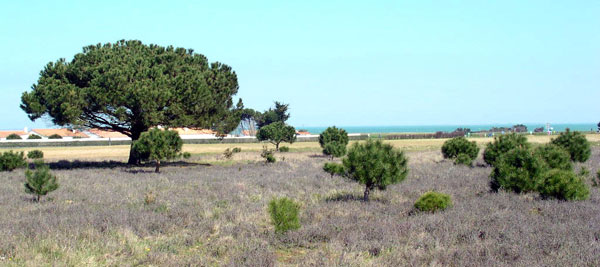
Pinie v krajině